# Кордовка (район Чернигова)
Кордовка (укр. Кордовка) — исторически сложившаяся местность (район) Чернигова, расположена на территории Деснянского административного района.

## История
Местность была обозначена на карте «План города Чернигова» 1908 года.

## Территория
Район Кордовка  расположен в восточной части Чернигова. Застройка района представлена частными домами. 
Район окружён дубравой в пойме Десны: северная часть которой является парком-памятником садово-паркового искусства Городской сад, а южная — лесопарком Кордовка. В лесном массиве расположены озёра. 

### Улицы
Единственные улицы: 1-я и 2-я улица Кордовка.

## Социальная сфера
Нет школ и садиков.

## Транспорт
Весь транспорт проходит по улице Шевченко.
- Троллейбус: 1, 8, 9
- Автобус: маршруты 16, 25, 27, 30, 42, 44, 135